# Savoia-Marchetti SM.91
El Savoia-Marchetti SM.91 fue un prototipo de caza pesado italiano bimotor biplaza diseñado en 1942 para competir por el contrato ofrecido por la Regia Aeronautica en 1938 para un cazabombardero de largo alcance. El diseño original que respondió al contrato fue el Savoia-Marchetti SM.88, base de diseño del SM.91.

## Especificaciones (SM.91)

### Características generales
- Tripulación: 2 (piloto y artillero dorsal)
- Longitud: 13,25 m
- Envergadura: 19,7 m
- Altura: 3,85 m
- Superficie alar: 41,76 m²
- Peso vacío: 6400 kg
- Peso cargado: 8900 kg
- Planta motriz: 2× Daimler-Benz DB 605A-1 Motor V12 invertido refrigerado por líquido.
  - Potencia: 1085 kW (1455 HP; 1475 CV) cada uno.
- Hélices: 1× tripala por motor.

### Rendimiento
- Velocidad máxima operativa (Vno): 584 km/h a 7000m
- Velocidad crucero (Vc): 515 km/h (320 MPH; 278 kt)
- Alcance: 1600 km (864 nmi; 994 mi)
- Techo de vuelo: 11 000 m (36 089 ft)
- Régimen de ascenso: 6.000 m (19,685 ft) en 8 minutos y 30 segundos

### Armamento
- Cañones: 

  - 5x MG 151 de 20 mm fijos, con 300 proyectiles cada uno (tres en el morro y dos en las raíces alares)
  - 1x MG 151 de 20 mm flexible, con 350 proyectiles en la torreta por control remoto dorsal
- Bombas: 1640 kg de carga operativa en las opciones:
  - 4x 100kg (220 lb)
  - 4x 160kg (353 lb)
  - 1x 500kg (1,102 lb)
- Otros: 1x torpedo o 1x 825l (218 US gal; 181 imp gal) tanque de combustible deshechable

## Aeronaves similares
- Petlyakov Pe-3
- Lockheed P-38 Lightning
- de Havilland Mosquito
- Kawasaki Ki-102
- Potez 63